# Polideísmo
O polideísmo (do grego πολύ, "poly", ou seja, "muitos") e do latim deus (cujo significado é deus) refere-se a uma forma politeísta de deísmo, englobando a crença de que o universo teria sido resultado da criação coletiva de vários deuses, cada um dos quais criou um pedaço do universo ou multiverso e então deixou de intervir em sua evolução. Relembrando, que a diferença fundamental entre teísmo e deísmo, consiste na premissa básica de que para os deístas, a divindade cria o mundo e dele se afasta, enquanto para os teístas, a divindade cria o mundo e permanece agindo sobre ele. Este conceito aborda uma aparente contradição no deísmo, que um Deus monoteísta criou o universo, mas agora não expressa nenhum interesse aparente nele, ao supor que se o universo é a construção de muitos deuses, nenhum deles teria um interesse no universo como um todo.
William O. Stephens, professor de filosofia da Creighton University, que ensinou esse conceito, sugere que C. D. Broad teria o estabelecido num artigo datado de 1925, cujo título é "The Validity of Belief in a Personal God" - A validade na crença de um Deus pessoal. O autor observou que os argumentos para a existência de Deus apenas tendem a provar que "uma mente projetada existiu no passado, não que ela exista agora. É bastante compatível com este argumento de que Deus deveria ter morrido há muito tempo, ou que ele deveria ter voltado sua atenção para outras partes do Universo ", e nota ao mesmo tempo que" não há nada nos fatos que sugira que exista apenas um tal ser. C.D. Broad teria criado a noção de polideímo a partir do pensamento de David Hume. Stephens afirma: "As críticas de David Hume ao argumento do design incluem o argumento de que, até onde sabemos, um comitê de seres divinos muito poderosos, mas não onipotentes, poderia ter colaborado na criação do mundo, mas depois o deixou sozinho ou até mesmo deixou de existir. Isso seria polideísmo".
Este uso do termo parece ter se originado pelo menos já no ensaio de 1997 de Robert M. Bowman Jr., Apologetics from Genesis to Revelation (Apologética: do livro de Genêsis ao livro de Revelações). Bowman escreveu: "Materialismo (ilustrado pelos epicuristas), representado hoje pelo ateísmo, ceticismo e deísmo. O materialista pode reconhecer seres superiores, mas não acredita em um Ser Supremo. O epicurismo foi fundado por volta de 300 a.C. por Epicuro. Sua visão de mundo pode ser chamada de "polideísmo": existem muitos deuses, mas eles são meramente seres sobre-humanos; eles são remotos, não estão envolvidos no mundo, não representam nenhuma ameaça e não oferecem nenhuma esperança aos seres humanos. Os epicuristas consideravam a religião tradicional e a idolatria inofensivas o suficiente, desde que os deuses não fossem temidos ou esperassem que fizessem ou dissessem algo."
A socióloga Susan Starr Sered usou o termo em seu livro de 1994, Sacerdotisa, Mãe, Irmã Sagrada: Religiões Dominadas por Mulheres, que inclui um capítulo intitulado "Nenhum Pai no Céu: Androginia e Polideísmo". Ela escreve que "escolheu encobrir o 'polideísmo' uma gama de crenças em mais de uma entidade sobrenatural". A autora usou este termo de uma forma que abrangeria o politeísmo, ao invés de excluir muito dele, já que ela pretendia capturar sistemas politeístas e sistemas não-teístas que afirmam a influência de "espíritos ou ancestrais". Esse uso do termo, entretanto, não está de acordo com tradicional mau uso do deísmo como um conceito para descrever um deus criador ausente.